# Rosetown (circonscription saskatchewanaise)
Pour les articles homonymes, voir Rosetown.
Circonscription électorale provinciale du Canada
Rosetown est une circonscription électorale provinciale de la Saskatchewan au Canada. Elle est représentée à l'Assemblée législative de la Saskatchewan de 1912 à 1975.

## Géographie
La circonscription était centrée autour de la ville de Rosetown.

## Liste des députés
1912-1967
| Parlement                                                     | Années    | Député                     | Député                       | Parti        |
| Rosetown                                                      | Rosetown  | Rosetown                   | Rosetown                     | Rosetown     |
| ------------------------------------------------------------- | --------- | -------------------------- | ---------------------------- | ------------ |
| 3e                                                            | 1912–1917 |                            | Cephas Barker Mark (en)      | Libéral      |
| 4e                                                            | 1917–1921 |                            | William Thompson Badger (en) | Conservateur |
| 5e                                                            | 1921–1925 |                            | John Andrew Wilson           | Libéral      |
| 6e                                                            | 1925–1929 |                            | John Andrew Wilson           | Libéral      |
| 7e                                                            | 1929–1934 |                            | Nathaniel Given (en)         | Conservateur |
| 8e                                                            | 1934–1938 |                            | Neil McVicar                 | Libéral      |
| 9e                                                            | 1938–1944 |                            | Neil McVicar                 | Libéral      |
| 10e                                                           | 1944–1948 |                            | John Taylor Douglas (en)     | CCF          |
| 11e                                                           | 1948–1952 |                            | John Taylor Douglas (en)     | CCF          |
| 12e                                                           | 1952–1956 |                            | John Taylor Douglas (en)     | CCF          |
| 13e                                                           | 1956–1960 |                            | John Taylor Douglas (en)     | CCF          |
| 14e                                                           | 1960–1964 | Allan Leonard Stevens (en) |                              | CCF          |
| 15e                                                           | 1964–1967 |                            | George Fredrick Loken (en)   | Libéral      |
| 16e                                                           | 1967–1971 |                            | George Fredrick Loken (en)   | Libéral      |
| 17e                                                           | 1971–1975 |                            | George Fredrick Loken (en)   | Libéral      |
| Circonscription combinée à Elrose pour former Rosetown-Elrose |           |                            |                              |              |